# 联合苗族乡
联合苗族乡，是中华人民共和国四川省宜宾市筠连县下辖的一个乡镇级行政单位。

## 行政区划
联合苗族乡下辖以下地区：
联新村、花树村、甜竹村、茶园村、红竹村、红春村、光明村和革新村。